# Dianthelia
Dianthelia là một chi rêu trong họ Gymnomitriaceae.